# Distagmos ledereri
Distagmos ledereri is een vlinder uit de familie Praydidae. De wetenschappelijke naam is voor het eerst geldig gepubliceerd in 1854 door Herrich-Schäffer.
De soort komt voor in Europa.